# TýTý 1999
Dne 12. února 2000 se konalo slavnostní vyhlášení IX. ročníku prestižní ankety TýTý 1999. Večer moderoval Marek Eben.

## Výsledky
| Kategorie                        | Vítěz            | Televize       |
| -------------------------------- | ---------------- | -------------- |
| Moderátor zpravodajských pořadů  | Pavel Zuna       | TV Nova        |
| Moderátor publicistických pořadů | Radek John       | TV Nova        |
| Bavič                            | Petr Novotný     | TV Nova        |
| Sportovní komentátor             | Pavel Poulíček   | TV Nova        |
| Zpěvák                           | Karel Gott       |                |
| Zpěvačka                         | Lucie Bílá       |                |
| Herec                            | Miroslav Donutil | Česká televize |
| Herečka                          | Jiřina Bohdalová | Česká televize |
| Dabér                            | Miroslav Moravec |                |
| Dabérka                          | Valérie Zawadská |                |
| Hlasatel/ka                      | Marie Retková    | Česká televize |
| Pořad roku                       | Život na zámku   | Česká televize |
| Absolutní vítěz                  | Karel Gott       |                |
| Dvorana slávy                    | Jiří Hubač       | Česká televize |